# Anticuerpos antiactina
Los anticuerpos antiactina se encuentran con una alta frecuencia en ciertos desórdenes autoinmunes y en algunos casos pueden tener cierto valor diagnóstico en conjunto a un cuadro clínico específico. 
En la enfermedad celiaca los niveles de anticuerpos antiactina se correlacionan con el nivel de daño intestinal.
En la hepatitis autoinmune los anticuerpos anti-actina se correlacionan con el nivel de la respuesta inmune, the pattern of recognition was specific to  a small percentage of auto-immune hepatitis type 1 or cryptogenic hepatitis patients.
En el cáncer gástrico y otras enfermedades, los anticuerpos antiactina también pueden encontrarse elevados, sin tener una relación directa con la etiopatogenia de la patología.